# Hamburg Sea Devils
Gli Hamburg Sea Devils sono una squadra di football americano di Amburgo, in Germania.
La squadra è stata fondata nel 2005 e ha chiuso nel 2007; ha vinto un World Bowl.
Il 9 marzo 2021 è stato annunciato che la ELF e la NFL hanno trovato un accordo sull'utilizzo da parte della lega europea dei nomi Sea Devils e Galaxy rispettivamente per le squadre di Amburgo e Francoforte sul Meno.

## Dettaglio stagioni

### Tornei internazionali

#### NFLE
| Stagione | regular season | regular season | regular season | regular season | regular season | regular season | playoff | playoff | playoff | playoff | playoff | playoff   | playoff          |
|          | Vin            | Par            | Per            | Tot            | PF             | PS             | Vin     | Per     | Tot     | PF      | PS      | risultato | avversaria       |
| -------- | -------------- | -------------- | -------------- | -------------- | -------------- | -------------- | ------- | ------- | ------- | ------- | ------- | --------- | ---------------- |
| 2005     | 5              | 0              | 5              | 10             | 213            | 196            | -       | -       | -       | -       | -       | -         | -                |
| 2006     | 3              | 1              | 6              | 10             | 194            | 193            | -       | -       | -       | -       | -       | -         | -                |
| 2007     | 7              | 0              | 3              | 10             | 231            | 176            | 1       | 0       | 1       | 37      | 28      | Campioni  | Frankfurt Galaxy |
| Totale   | 15             | 1              | 14             | 30             | 638            | 565            | 1       | 0       | 1       | 37      | 28      |           |                  |

Fonti: Enciclopedia del Football - A cura di Roberto Mezzetti

## Palmarès
- 1 World Bowl (2007)